# NGC 7792
NGC 7792 في الفهرس العام الجديد، هي مجرة، تقع في كوكبة الفرس الأعظم. اكتشفت في 20 سبتمبر 1873 بواسطة إدوارد ستيفان.

## روابط خارجية
- NGC 7792 على موقع ويكي سكاي: DSS2, SDSS, GALEX, IRAS, Hydrogen α, X-Ray, Astrophoto, Sky Map, Articles and images